# Буква закону (оповідання)
«Бу́ква зако́ну» (англ. A Loint of Paw) — науково-фантастичне оповідання-фіґхут американського письменника  Айзека Азімова, вперше опубліковане у серпні 1957 року журналом «The Magazine of Fantasy & Science Fiction». Увійшло до збірки «Детективи Азімова» (1968).

## Сюжет
Злочинець Штайн украв $100 000 і втік у майбутнє за допомогою машини часу. На суді захист вимагає звільнити його, оскільки він перебуває у часі, де вже минув строк давності його злочину. Суддя, який придумав каламбур на приказку «a stitch in time saves nine», погоджується з захистом і керується буквою закону, ігноруючи суть справи. Його вирок:

| A niche in time saves Stein. |